# Altes Rathaus (Hollfeld)

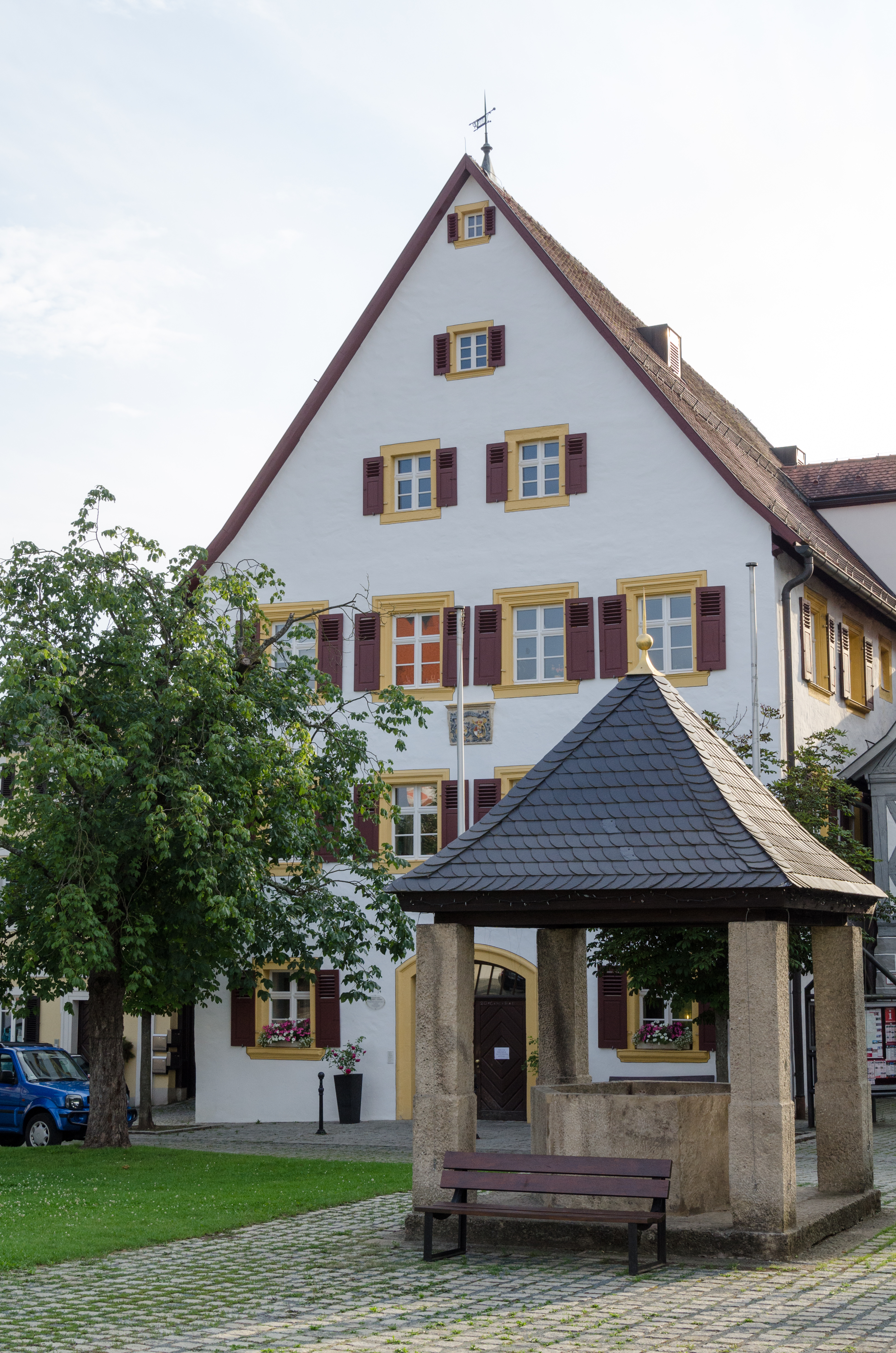
Altes Rathaus in Hollfeld

Das Alte Rathaus in Hollfeld, einer Stadt im oberfränkischen Landkreis Bayreuth in Bayern, wurde Ende des 18. Jahrhunderts errichtet. Das ehemalige Rathaus am Marienplatz 11 ist ein geschütztes Baudenkmal. 
Der dreigeschossige barocke Walmdachbau mit drei zu vier Fensterachsen hat Fenster- und Türrahmungen aus Sandstein. 
Das Gebäude wird auch als Probsthaus bezeichnet.